# VB/Sumba
VB/Sumba (far. Vágs Bóltfelag/Sumba) – farerski klub piłkarski, mający siedzibę w miastach Vágur i Sumba, na wyspie Suðuroy, na południu kraju. Został założony w 1994, po roku rozwiązany, potem w 2005 reaktywowany, a w 2010 reorganizowany w FC Suðuroy.

## Historia
Chronologia nazw:
- 1994: Sumba/VB  – po fuzji klubów SÍ Sumba i VB Vágur
- 1995: klub rozwiązano  – po rozpadzie fuzji SÍ Sumba z VB Vágur
- 2005: VB/Sumba  – po fuzji klubów VB Vágur i SÍ Sumba
- 2010: klub rozwiązano – po reorganizacji w FC Suðuroy

Klub Sumba/VB został założony w miejscowości Sumba w końcu 1994 roku w wyniku fuzji dwóch klubów z sąsiednich gmin – SÍ Sumba i VB Vágur. VB Vágur w 1994 wygrał 2. deild i w celu zasilenia połączył się z ligowym rywalem SÍ Sumba. W 1995 debiutował w 1. deild, zajmując ostatnie 10.miejsce, po czym spadł z powrotem do 2. deild. Po spadku fuzja rozpadła się. 22 lutego 2005 pierwszoligowy VB Vágur po raz drugi połączył się z drugoligowym SÍ Sumba, który miał problemy finansowe, w klub, tym razem o nazwie VB/Sumba. W 2005 i 2006 był ósmym, a w 2007 po zajęciu ostatniego 10.miejsca w Formuladeildin spadł do drugiej ligi. W 2008 zajął trzecie miejsce w 1. deild, a w 2009 wygrał ligę i zdobył awans do najwyższej ligi. 1 stycznia 2010 klub został reorganizowany w FC Suðuroy.

## Sukcesy

### Trofea międzynarodowe
Nie uczestniczył w rozgrywkach europejskich (stan na 31-05-2010).

### Trofea krajowe
| \| \| Zdobyte trofea w rozgrywkach Wysp Owczych (stan na: 31-12-2010) \| |                                                                 |      |            |
| Rozgrywki                                                                | Osiągnięcie                                                     | Razy | Sezon(y)   |
| Mistrzostwo                                                              | I miejsce                                                       | 0    |            |
| Mistrzostwo                                                              | II miejsce                                                      | 0    |            |
| Mistrzostwo                                                              | III miejsce                                                     | 0    |            |
| Mistrzostwo                                                              | 8.miejsce                                                       | 2    | 2005, 2006 |
| Puchar                                                                   | zdobywca                                                        | 0    |            |
| Puchar                                                                   | finalista                                                       | 0    |            |
| Puchar                                                                   | półfinalista                                                    | 1    | 2007       |
| II liga                                                                  | I miejsce                                                       | 1    | 2009       |
| II liga                                                                  | II miejsce                                                      | 0    |            |
| II liga                                                                  | III miejsce                                                     | 1    | 2008       |
| Wyspy Owcze                                                              | Zdobyte trofea w rozgrywkach Wysp Owczych (stan na: 31-12-2010) |      |            |

## Poszczególne sezony

### Rozgrywki międzynarodowe
Nie rozgrywał meczów międzynarodowych.

### Rozgrywki krajowe
| \| Wyspy Owcze \| Bilans występów klubu w rozgrywkach piłkarskich Wysp Owczych (Stan na 31 grudnia 2010 r.) \| \| |                                                                                           |        |       |   |   |   |    |    |     |                 |        |        |      |
| Poziom | Rozgrywki                                                                                 | Sezony | Mecze | Z | R | P | B+ | B– | Pkt | Lata            | Awanse | Spadki | Naj. |
| I | 1. deild/Formuladeildin                                                                   | 4      |       |   |   |   |    |    |     | 1995, 2005–2007 | 0      | 2      | 8    |
| II | 2. deild/1. deild                                                                         | 2      |       |   |   |   |    |    |     | 2008–2009       | 1      | 0      | 1    |
| III | 2. deild                                                                                  | 0      |       |   |   |   |    |    |     |                 |        |        |      |
| | Puchar Wysp Owczych                                                                       |        |       |   |   |   |    |    |     | 1995, 2005–2009 | 0      | 0      | 1/2  |
| Wyspy Owcze | Bilans występów klubu w rozgrywkach piłkarskich Wysp Owczych (Stan na 31 grudnia 2010 r.) |        |       |   |   |   |    |    |     |                 |        |        |      |

## Piłkarze, trenerzy, prezydenci i właściciele klubu

### Trenerzy
- 1995:  Bjarne Hansen
- 2005:  John Christensen
- 2005:  Dragan Kovacevic
- 2006:  Ole Andersen
- 2006:  Bjarni Johansen
- 2006:  Finn Johannesen
- 2007:  Predrag Prsic
- 2008–2009:  Jón Pauli Olsen

## Struktura klubu

### Stadion
Klub piłkarski rozgrywał swoje mecze domowe na Vesturi á Eidinum w Vágurze, który może pomieścić 3000 widzów, oraz na Á Krossinum w Sumbie, który może pomieścić 1000 widzów.

## Kibice i rywalizacja z innymi klubami

### Rywalizacja
Największymi rywalami klubu są inne zespoły z miasta oraz okolic.

### Derby
- TB Tvøroyri